# NGC 1421
NGC 1421 est une galaxie spirale intermédiaire située dans la constellation de l'Éridan. NGC 1421 a été découverte par l'astronome germano-britannique William Herschel en 1785.

## Caractéristiques
Sa vitesse par rapport au fond diffus cosmologique est de 1 964 ± 10 km/s, ce qui correspond à une distance de Hubble de 29,0 ± 2,0 Mpc (∼94,6 millions d'al).
À ce jour, 29 mesures non basées sur le décalage vers le rouge (redshift) donnent une distance de 21,190 ± 5,211 Mpc (∼69,1 millions d'al), ce qui est tout juste à l'extérieur des valeurs de la distance de Hubble. Notons cependant que c'est avec la valeur moyenne des mesures indépendantes, lorsqu'elles existent, que la base de données NASA/IPAC calcule le diamètre d'une galaxie et qu'en conséquence le diamètre de NGC 1421 pourrait être d'environ 30,6 kpc (∼99 800 al) si on utilisait la distance de Hubble pour le calculer.
La classe de luminosité de NGC 1421 est II-III et elle présente une large raie HI. Elle renferme également des régions d'hydrogène ionisé.

### Luminosité dans l'infrarouge
La luminosité de la galaxie NGC 1421 dans l'infrarouge lointain (de 40 à 400 µm)  est égale à 1,29 × 1010 {\displaystyle L_{\odot }} (1010,11{\displaystyle L_{\odot }}) et sa luminosité totale dans l'infrarouge (de 8 à 1 000 µm) est de 1,78 × 1010 {\displaystyle L_{\odot }} (1010,25{\displaystyle L_{\odot }}).

## Morphologie

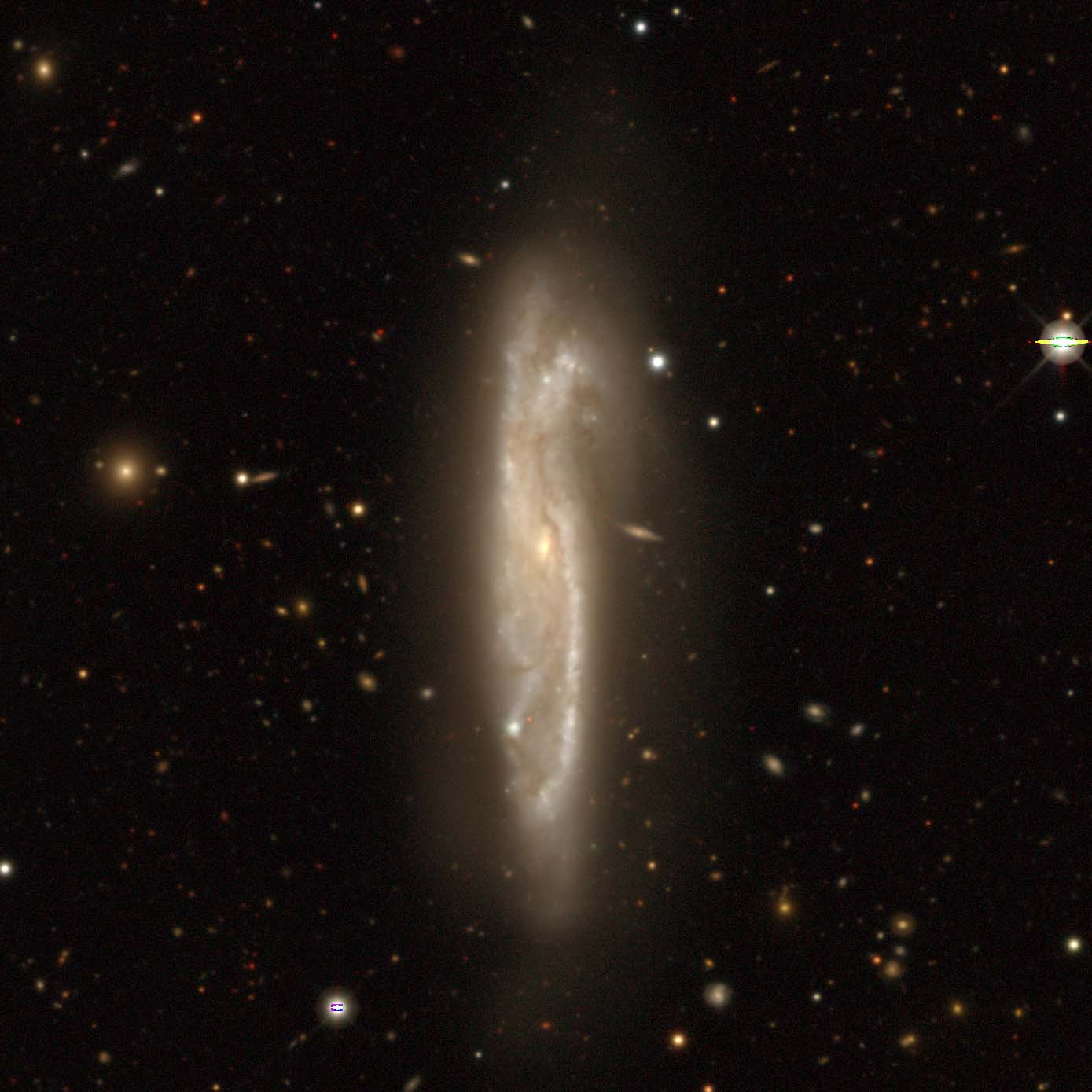
NGC 1421 par le projet « Legacy Surveys DR10 ».

NGC 1421 a été utilisée par Gérard de Vaucouleurs comme une galaxie de type morphologique SB(s)c dans son atlas des galaxies,.
Eskridge, Frogel et Pogge ont publié un article en 2002 décrivant la morphologie de 205 galaxies spirales ou lenticulaires rapprochées. Les observations ont été réalisées dans la bande H de l'infrarouge et dans la bande B (le bleu). Selon Eskridge et ses collègues, NGC 1421 est de type Sd dans la bande B et Sc dans la bande H. NGC 1421 est une galaxie que l'on voit presque par la tranche. Le noyau symétrique et brillant est intégré dans un bulbe elliptique. Il semble y avoir une barre diffuse dont l'angle de position est d'environ 30° par rapport au bulbe. Deux bras spiralés émergent de la barre. Les bras sont très bien définis, mais ils sont assez asymétriques. L'angle de position du disque est d'environ 0°. Le bras sud émerge, de la barre, puis se courbe légèrement vers le sud et se dirige vers le sud en ligne droite presque jusqu'au bord du disque. Ce bras est étroit, bien défini et il présente une brillance de surface élevée. Plusieurs nœuds brillants de formation d'étoiles sont présents le long de ce bras qui se courbe vers l'est au bord du sud du disque avant de s'estomper rapidement. À l'est de ce bras, le côté sud du disque est noueux et il présente des signes de la présence d'un ou deux bras de faible brillance de surface. Le bras nord se courbe en douceur vers l'ouest à partir de la barre avant de bifurquer. Le segment intérieur de celui-ci est épais et il comporte un certain nombre de nœuds brillants avant de se terminer brusquement par une forme brillante très allongée. Le segment extérieur est lisse et de faible brillance de surface. Il s'étend à peu près aussi loin vers le nord que le bras sud vers le sud, mais il est beaucoup moins bien défini. 